# Bukit Palah
Bukit Palah är en kulle i Indonesien.   Den ligger i provinsen Aceh, i den västra delen av landet, 1 600 km nordväst om huvudstaden Jakarta. Toppen på Bukit Palah är 61 meter över havet.
Terrängen runt Bukit Palah är huvudsakligen platt. Runt Bukit Palah är det ganska tätbefolkat, med 96 invånare per kvadratkilometer. I omgivningarna runt Bukit Palah växer i huvudsak städsegrön lövskog.